# Basílica de San Sernín (Toulouse)
La basílica de San Sernín (en francés: Saint-Sernin; en occitano, Sant Sarnin), también conocida como basílica de San Saturnino de Tolosa, es un templo católico de la ciudad de Toulouse ubicado en el departamento francés del Alto Garona. Es uno de los edificios emblemáticos de la ciudad, la iglesia románica más grande de Occitania y la segunda más antigua de toda Francia, después de la abadía de Cluny.
Se trata de un santuario construido en el emplazamiento de la tumba de San Sernín o San Saturnino, obispo de Toulouse martirizado hacia el año 250. La rue du Taur (calle del Toro) que lleva de la Place du Capitole a la basílica recibe su nombre del mismo santo, cuyo martirio según la leyenda consistió en ser arrastrado por un toro salvaje. En el lugar donde cayó su cuerpo exangüe se alza hoy la iglesia del Taur, a medio camino entre Capitole y Saint-Sernin.
La basílica de San Sernín forma parte de los bienes inscritos en el Caminos de Santiago en Francia, declarados Patrimonio de la Humanidad por la Unesco en 1998 con el código 868-045.

## Historia de la basílica de San Sernín

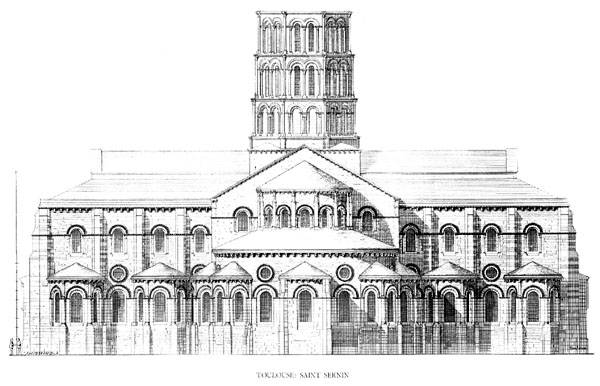
Dibujo de la basílica de finales del.

La construcción actual de la basílica fue decidida a finales del siglo XII. La capilla que se había construido en el siglo V, en el emplazamiento de la actual basílica, se había hecho demasiado pequeña para un número creciente de fieles. La basílica era entonces colegial, es decir, una iglesia con un colegio de canónigos dirigidos por un abad. Este último se oponía frecuentemente al obispo tolosano con la catedral de San Esteban mucho menos resplandeciente que la de San Sernín.
Toulouse recibía entonces la visita de numerosos peregrinos a través del Camino de Santiago, el cual termina en la catedral de Santiago de Compostela o para venerar las reliquias de san Saturnino.
La construcción comenzó en el año 1080 por el ábside detrás de la capilla. Todavía se puede visitar hoy la iglesia primitiva, que hace las veces de cripta. Acoge algunas reliquias sagradas. Dieciséis años después del comienzo de la construcción, en 1096, el papa Urbano II consagró el altar.

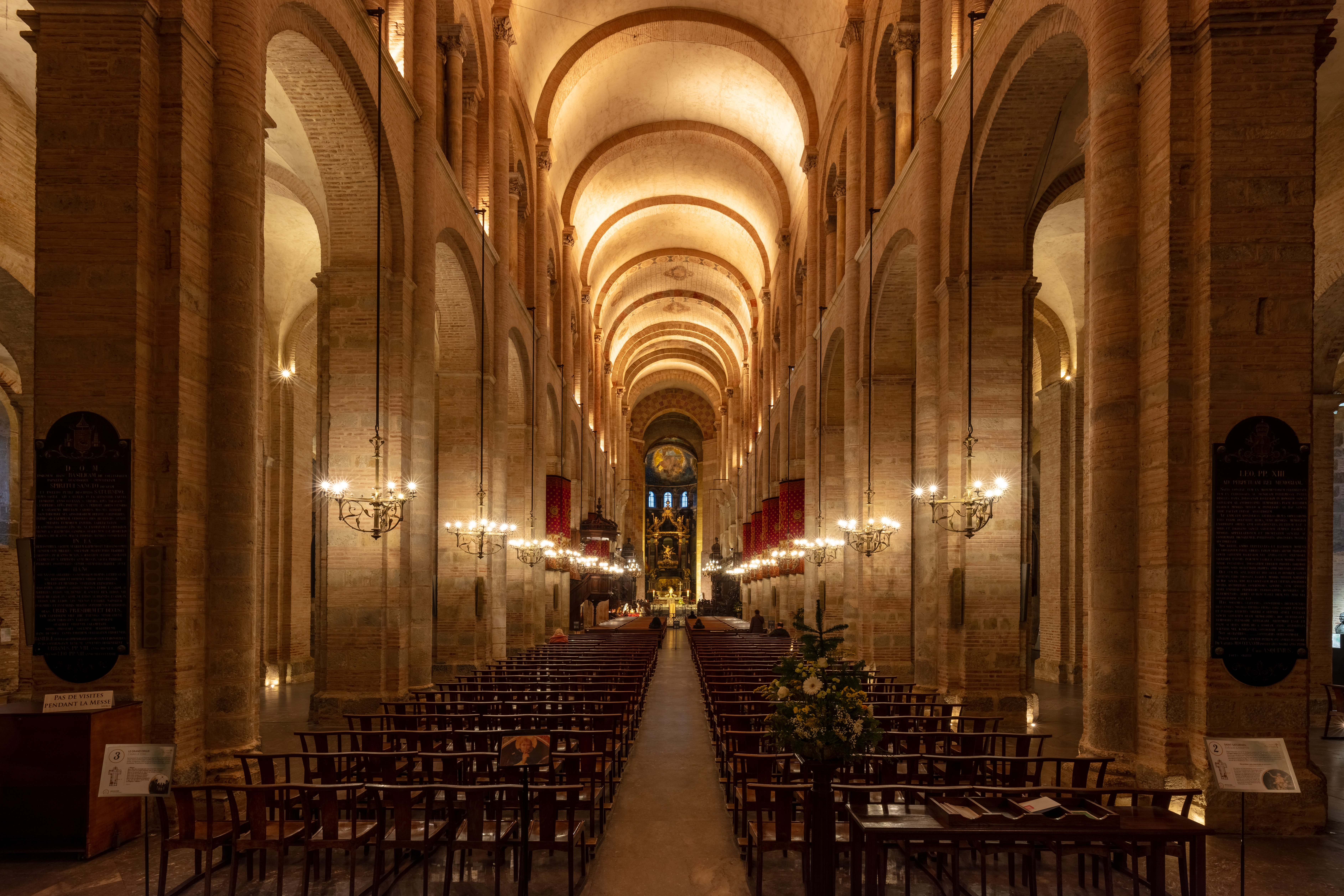
Interior.

San Sernín continuó siendo una sencilla iglesia escolar hasta el 1778, fecha en la que fue finalmente consagrada como basílica. Durante la Revolución, el capitolio de San Sernín fue suprimido.
La iglesia fue parcialmente modificada en la época gótica y en el Renacimiento. En el siglo XIX, fue restaurada por Eugène Viollet-le-Duc. Restablece entonces el escalonamiento de los tejados de los laterales y de la nave principal que había sido suprimida en el siglo XIV. Al final del siglo XX, una restauración suprimió nuevamente el escalonamiento de Viollet-le-Duc reemplazándolo por el estado del siglo XIV.
Un magnífico claustro y una abadía se hallaban al norte de la basílica, pero fueron derruidos durante el siglo XIX. El Museo de los Agustinos posee algunos restos y trozos de esculturas.

## Arquitectura de la basílica
San Sernín se inscribe en un conjunto de edificios con las mismas características: Santa Fe de Conques, San Marcial de Limoges, San Martín de Tours y Santiago de Compostela. Se trata de edificios de grandes dimensiones que poseen un transepto sobresaliente cuyos laterales prolongan los de la nave y un ábside mayor rodeado por un deambulatorio con capillas. El alzado de las tribunas sigue los colaterales de la nave, del transepto y del coro. Tan importantes son estos rasgos comunes que se puede hablar de una “familia” procedente de idénticas preocupaciones: adaptar la arquitectura a las funciones múltiples de una iglesia donde las muchedumbres de peregrinos veneran el cuerpo de un santo, y permitir la custodia por los canónigos, dándoles al mismo tiempo la posibilidad de celebrar dignamente los oficios religiosos en el coro. A este grupo de iglesias se les llama habitualmente iglesias de peregrinación, de las cuales San Sernín es, con diferencia, la más conocida y visitada.

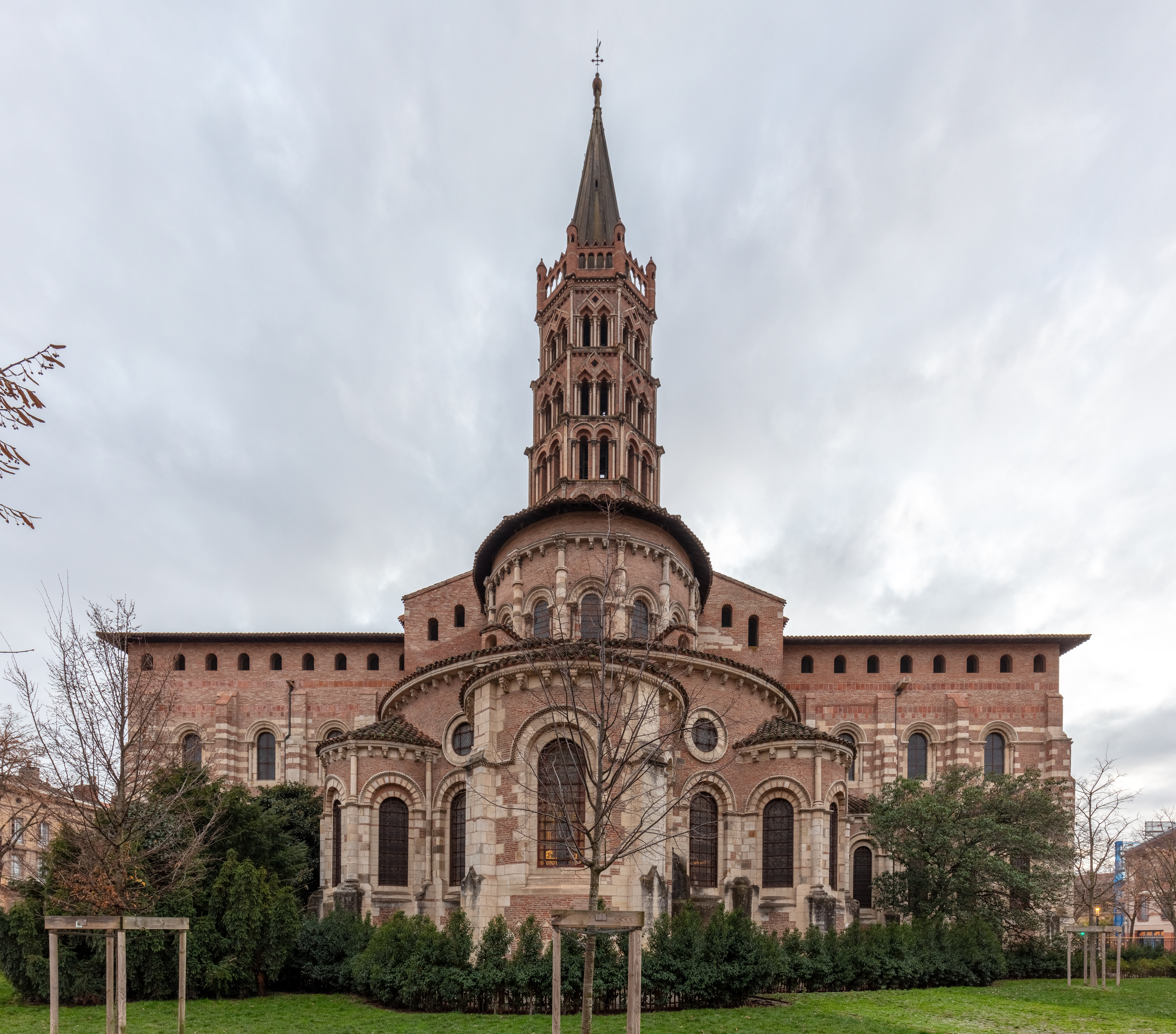
Cabecera de la basílica.

La cabecera tiene nueve capillas radiales separadas por tramos de ábside. La fachada occidental es un simple cerramiento en la que se puede observar las bases de las dos torres laterales iniciadas y nunca terminadas. La longitud total del exterior de la iglesia llega a unos 120 m. Con el objeto de sostener el campanario sobre el crucero, los cuatro pilares torales se engrosaron considerablemente.
San Sernín, de enorme importancia como ejemplo consumado de la arquitectura de peregrinación, tiene además decoraciones que ocupan un lugar destacado en la historia de la escultura románica. En la pared del deambulatorio están empotrados siete bajorrelieves de mármol: un Cristo Majestad rodeado de un querubín y un serafín, dos apóstoles y dos ángeles procedentes del taller de Bernard Gilduin, autor también del altar.
Delante de la pared occidental del brazo norte del transepto se encuentra una fiel reproducción del altar, cuyo original, del año 1096, está situado en el centro del cuadro del crucero.
El deambulatorio rodea la tumba de san Saturnino de Tolosa, en una posición elevada y cubierta por un baldaquino barroco que sustituyó, a mediados del siglo XVIII, otro anterior gótico del siglo XIII.
La arquitectura y la historia de la basílica de san Sernín no pueden ser entendidas sin tener en cuenta dos realidades: los peregrinajes y el culto a las reliquias. La mayor parte de los relicarios y de las obras de orfebrería que constituían el tesoro de la Basílica desaparecieron durante la Revolución Francesa. Las criptas contienen, actualmente, los relicarios y las reliquias de san Honorato, san Saturnino, san Felipe, Santiago el Menor, san Simón, san Judas, san Edmundo y san Gil, además de una Santa Espina y una reliquia de la Vera Cruz.
Además, la basílica afirma conservar el cuerpo y la cabeza del apóstol Santiago el Mayor, en abierto conflicto con los mundialmente famosos restos del mismo apóstol conservados en Santiago de Compostela. La tradición local afirma que fue Carlomagno quien se llevó los restos hasta Toulouse desde la ciudad gallega.

### Un campanario octogonal

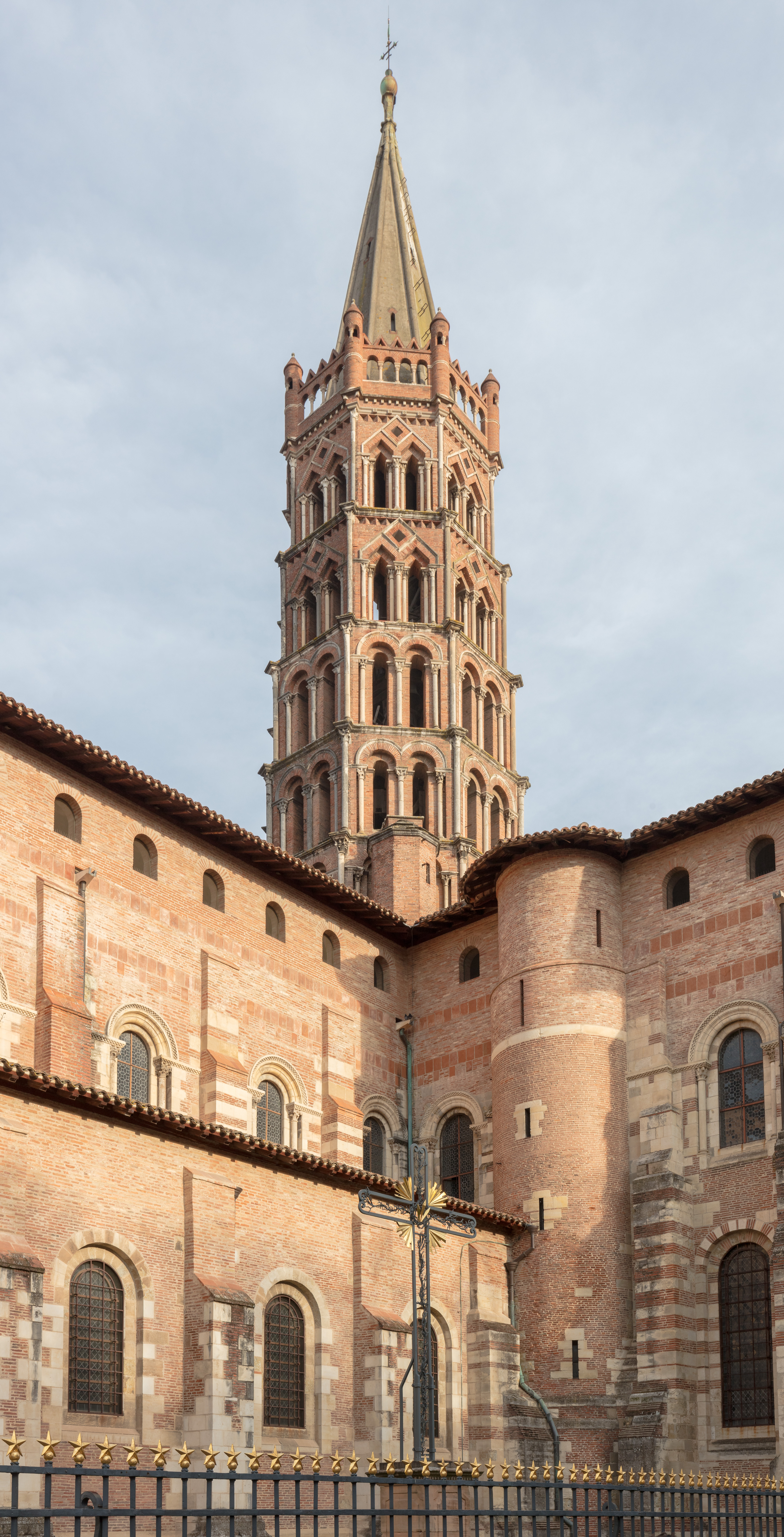
El campanario de la basílica.

Justo sobre el coro, en el crucero, se levanta una torre campanario de 64 metros de altura y de forma octogonal. Está dividida en 5 niveles:
- El nivel más bajo contiene en cada cara dos ventanas cubiertos por arcos en mitra.
- Los dos niveles siguientes, en ligero retranqueo respecto al precedente, poseen el mismo tipo de ventanas.
- Los dos niveles siguientes fueron construidos en la segunda mitad del siglo XIII. Se caracterizan por contener en cada una de las caras dos ventanas cubiertas por arcos en mitra.
- Finalmente, en 1478, fue construida una aguja para soportar un globo terminal coronado por una cruz.
- El campanario protege un carillón compuesto de 24 campanas.